# イオンモール大曲
イオンモール大曲（イオンモールおおまがり）は、秋田県大仙市和合にあるイオンモール株式会社運営のモール型ショッピングセンター。

## 概要
2008年（平成20年）10月、ジャスコ大曲店を核店舗としたショッピングセンター「イオン大曲ショッピングセンター」として開業。2011年（平成23年）3月には、イオングループの総合スーパーを「イオン」ブランドへ統合することに伴い、核店舗の名称が「イオン大曲店」に改称されている。また同年11月にはショッピングセンター名が「イオンモール大曲」へと改められている。
国道13号大曲バイパス沿いに立地し、秋田自動車道などと接続する大曲西道路の終点もほど近い。
秋田県内では秋田市にあるイオンモール秋田に次ぐ規模であり、県南地域では最大規模のショッピングセンターである。

## 沿革
- 2007年（平成19年）11月23日 - 建設工事安全祈願祭を開催。
- 2008年（平成20年）
  - 8月21日 - イオン株式会社の純粋持株会社移行により、イオンリテール株式会社が小売事業部門を継承[5]。
  - 8月24日 - ジャスコ大曲店の第1回従業員採用説明選考会を開催[6]。
  - 9月21日 - 「イオン ふるさとの森づくり」植樹祭を開催。
  - 10月8日 - 10日 - 「イオン大曲ショッピングセンター」ソフトオープン。
  - 10月11日 - 「イオン大曲ショッピングセンター」グランドオープン[1]。
- 2009年（平成21年）10月10日 - 秋田県で2番目のインストアブランチとして、北都銀行大曲プラザ支店がオープン[7]。
- 2010年（平成22年）2月16日 - 秋田県とイオングループ5社[注釈 1]にて､災害時における生活必需物資の供給に関する協定を締結[8]。
- 2011年（平成23年）
  - 3月1日 - 「ジャスコ大曲店」を「イオン大曲店」に改称。
  - 11月21日 - 「イオン大曲ショッピングセンター」を「イオンモール大曲」に改称。
- 2012年（平成24年）10月1日 - 専門店街の営業時間を変更（10:00 - 22:00→9:00 - 21:00）。
- 2013年（平成25年）11月1日 - 管理・運営をイオンモール株式会社に移管。
- 2019年（平成31年）4月20日 - 日産自動車のウォークイン店舗としては東北地方初となる「NISSAN イオンモール大曲店」（日産プリンス秋田販売運営）オープン[9]。
- 2020年（令和2年）
  - 3月1日 - イオン東北株式会社発足に伴い、「イオン大曲店」食品売場をイオン東北に移管。
  - 3月3日-15日 - 新型コロナウイルスの感染拡大を受け、専門店街の営業時間を短縮（9:00 - 21:00→11:00 - 20:00）[10]。
  - 3月6日 - 北都銀行大曲プラザ支店がブランチインブランチ方式により同行大曲南支店内に移転[11]。
  - 4月18日 - 政府の緊急事態宣言全国拡大を受け、当面の間、一部専門店を除く専門店街が臨時休業[12]。
  - 4月25日-5月31日 - 「イオン大曲店」2階の営業時間を短縮（9:00 - 21:00→9:00 - 20:00）[13]。
  - 5月13日 - 専門店街の営業を再開。当面の間、営業時間を短縮（9:00 - 21:00→専門店街10:00 - 19:00 レストラン街11:00 - 20:00）[14]。
  - 5月18日 - 「イオンシネマ大曲」の営業を再開[15]。
  - 6月15日 - 専門店街の営業時間を変更（専門店街10:00 - 19:00 レストラン街11:00 - 20:00→10:00 - 21:00）[16]。
- 2021年（令和3年）9月1日 - イオン東北とイオンリテール東北事業本部の統合[17]に伴い、「イオン大曲店」の管理・運営および衣料、住居余暇、H&BC各売場をイオン東北に移管。
- 2023年（令和5年）
  - 2月21日 - 大仙市とサイネックスの協働事業により、1階広場に市が行政・防災・イベント情報を発信する「わが街NAVI」と題した電子看板を設置[18]。
  - 6月5日 - 新型コロナウイルス感染拡大に伴いサービスを停止していた「イオンラウンジ」が営業を再開。
  - 10月13日 - 「イオンシネマ大曲」一般料金（¥1,700→¥1,800）および大学生（¥1,400→¥1,500）、幼児（¥900→¥1,000）の料金を改定[19]。
  - 11月 - イオン大曲店にて、使用する電力の一部に太陽光で発電した再生可能エネルギー由来の電力の活用を開始[20]。
- 2024年（令和6年）
  - 4月8日 - 県の誘致企業として、専門店1階に「プレステージ・インターナショナル秋田BPO大仙ブランチ」が開設[21][22]。
  - 8月6日 - 2025年3月までの期間限定で、大仙市誕生20周年を記念した「大仙市民ギャラリー」を専門店1階に開設[23]。

## フロアとテナント

### フロア概要
核店舗のイオン大曲店、シネマコンプレックスのイオンシネマ大曲と約85店の専門店で構成される。
| 階  | フロア概要                                                       |
| --- | ---------------------------------------------------------------- |
| 2階 | カジュアルファッションとフードパーク＆エンターテイメントのフロア |
| 1階 | トレンドファッションとレストラン＆スポーツショップのフロア       |

### サブ核店舗
- イオンシネマ大曲（映画）

### テナント
出店テナント全店の一覧・詳細情報は公式サイト「ショップリスト」「フロアガイド」を、営業時間は公式サイト「営業時間のご案内」をそれぞれ参照。

## イオンシネマ大曲
秋田市に開業したシネマコンプレックスの影響により、2006年10月に県南地域で唯一の映画館であった「月岡シネマ」が閉館。当ショッピングセンター内の2階に5スクリーンを持つシネマコンプレックス「イオンシネマ大曲」が出店したことにより、約2年ぶりに県南地域に映画館が復活した。
2011年2月公開の『ナルニア国物語/第3章: アスラン王と魔法の島』を機にRealDを導入し、3D映画が公開されるようになった。
開業当初はイオンシネマズが運営していたが、2013年7月1日よりイオンエンターテイメントに運営が引き継がれた。
| スクリーン | 定員（座席数） | 車椅子席 |
| ---------- | -------------- | -------- |
| シネマ 1   | 260            | 2        |
| シネマ 2   | 183            | 2        |
| シネマ 3   | 99             | 2        |
| シネマ 4   | 106            | 2        |
| シネマ 5   | 138            | 2        |

## アクセス

### 自動車
- E46 秋田自動車道 - 大曲インターチェンジより約15分、横手北スマートインターチェンジより約22分

### バス
イオン東側入口前に「イオンモール大曲」停留所があり、以下の路線が発着する。
- 羽後交通： - 運行時刻は公式サイト「バスのご案内」を参照。
  - イオンモール大曲線
  - 横手・イオンモール大曲線
  - レイク&ポート号（関東バスと共同運行）

### 鉄道
- 東日本旅客鉄道（JR東日本）飯詰駅から徒歩で約49分、大曲駅から徒歩で約54分